# Phytomyza coniopais
Phytomyza coniopais är en tvåvingeart som beskrevs av Erich Martin Hering 1931. Phytomyza coniopais ingår i släktet Phytomyza och familjen minerarflugor.
Artens utbredningsområde är Polen. Inga underarter finns listade i Catalogue of Life.